# Madhabdi
Madhabdi (en bengali : মাধবদী) est une ville du Bangladesh qui aurait une population de 49 583 habitants en 2011.
Elle est située dans le district de Narsingdi et la division de Dhaka.